# ديفيد مايرز (لاعب دوري الرغبي)
ديفيد مايرز (بالإنجليزية: David Myers)‏ هو لاعب دوري الرغبي أسترالي، ولد في 31 يوليو 1971 في ويدنس ‏ في المملكة المتحدة، وتوفي في 20 أكتوبر 2008 في تشيشير في المملكة المتحدة بسبب حادث مرور.